# Авраам Кашкарский
Авраам Кашкарский Великий (иначе Аврахам д-Кашкар, сир. ܐܒܪܗܡ‍ ܕܟ‍ܫ‍ܟ‍ܪ) — христианский святой, аскет и богослов Церкви Востока. Известен как реформатор восточно-сирийского монашества. В доэфесских церквях (Ассирийская церковь Востока, Древняя Ассирийская церковь Востока) память совершается в шестую пятницу периода Богоявления.

## Биография
Авраам Кашкарский подвизался в монастыре в период патриаршества Мар Абы I. В юности проповедовал арабам. Авраам учился в Нисибинской школе во времена когда её возглавляли Авраам Бет-Раббанский и Иоханнан. Став отшельником поселился на горе Изла, где в 571 году Авраамом был основан «Великий монастырь». Авраам Кашкарский создал особый устав для своих монахов, отличавшийся бо́льшей строгостью. Считается, что ученики Авраама Великого создали 24 монастыря, однако это число может быть бо́льшим, поскольку ко времени арабского завоевания в Персии насчитывалось около 60 монастырей, живших по уставу Авраама Кашкарского. Умер 8 января 588 года. В Халдейском бревиарии имеется молитва, приписываемая Аврааму Кашкарскому.